# Det fördolda (roman)
Det fördolda är den första boken av Hjorth Rosenfeldt, (Michael Hjorth och Hans Rosenfeldt) om psykologen och experten på gärningsmannaprofiler, Sebastian Bergman, utgiven 2010. 

## Handling
En sextonårig pojke försvinner i Västerås. Efter ett par dagar hittas han död i ett tjärn med hjärtat utskuret. Polischefen Kerstin Hanser inser att de lokala utredarna inte kommer att klara av fallet på egen hand och begär därför förstärkning av Riksmord, en grupp poliser specialiserade på mordutredningar. 
Sebastian Bergman, som är psykolog och expert på mördare och andra grova brottslingar befinner sig i Västerås för att hand om sina föräldrars dödsbo. I huset hittar han 30 år gamla brev från en kvinna som han haft en kortvarig relation och som väntade hans barn.  
Sebastian nästlar sig in i utredningen för att genom polisens register hitta sin vuxna son eller dotter. Han får veta sanningen i slutet av boken och det blir en stor chock. Några av Riksmords medlemmar har arbetat med honom tidigare och de är inte helt nöjda med att den arroganta och lögnaktiga Sebastian dyker upp igen. 
Den mördade pojken, Roger Eriksson har tidigare varit mobbad och behövt byta skola. Han har inte så många vänner, men inte heller några direkta fiender. Han går på den prestigefyllda skolan Palmlövska gymnasiet. Alla spår verkar peka dit och den till synes perfekta skolan visar sig ha mörka hemligheter.    

## Huvudpersoner
- Sebastian Bergman - Psykolog och författare. Har gjort sig känd för två böcker om seriemördaren Edward Hinde som han hjälpte till att få dömd. Förlorade sin fru och dotter i tsunamin i Thailand 2004 och har sedan dess återfallit i sitt mångåriga sexmissbruk, samtidigt som han inte arbetar utan lever på intäkterna från sina tidigare böcker och sin frus livsförsäkring. Är egentligen väldigt ensam och saknar både långvariga relationer och mening med livet.
- Torkel - chef för Riksmord och före detta vän till Sebastian. Frånskild och lever ett ganska ensamt liv med två döttrar han knappt träffar. Har en sexuell relation med Ursula och hoppas innerligt på något mer långvarigt.
- Ursula - gruppens kriminaltekniker som tidigare har haft ett utomäktenskapligt förhållande med Sebastian, men numera med Torkel. Har svårt att förlåta Sebastian för ett stort svek han utsatte henne för. Hårt arbetande och hittar nästan alltid den tekniska bevisning hon letar efter. Gift med en alkoholist och har en dotter som hon har en dålig relation med.
- Vanja Lithner - Ung utredare som är mycket skarpsinnig och kompetent. Har svårt att komma överens med Sebastian. Står väldigt nära sin pappa Valdemar och bästa vän med Billy.
- Billy - Tekniskt kunnig utredare som har datorer som hobby och är bäst i gruppen på att söka information i register. Även en vass bilförare.
- Thomas Haraldsson - polis i Västerås som först får försvinnandet på sitt bord, men genom långsamt agerande fördröjer sökandet. Han blir därför flyttad från mordutredningen. Trots det fortsätter han att privatspana och hoppas lösa fallet på egen hand. Drömmer om att få barn men han och frun Jenny har svårt att bli gravida.